# Jervoise Athelstane Baines
Sir Jervoise Athelstane Baines (Bluntisham, Huntingdonshire, 17 de outubro de 1847 — 26 de novembro de 1925) foi um estatístico britânico.
Baines foi eleito Membro da Royal Society em 1881 e presidente da Royal Statistical Society em 1909 e 1910.

## Prémios
- Medalha Guy de Ouro - 1900[4]